# بازیلیکای سان پائولو فوئوری لمورا
بازیلیکای سان پائولو فوئوری لمورا (ایتالیایی: Basilica Papale di San Paolo fuori le Mura) یک کلیسا کاتولیک واقع در رم، ایتالیا می‌باشد. که عملیات ساخت وساز آن در سال ۱۸۲۳ به پایان رسید.